# Conflitto evitabile
Conflitto evitabile o Il conflitto evitabile (The Evitable Conflict) è un racconto fantascientifico scritto da Isaac Asimov. Pubblicato per la prima volta nel giugno del 1950 sulla rivista Astounding Science Fiction, fa parte dell'antologia Io, Robot ed è stata inclusa anche in altre raccolte di racconti di Asimov.
È stato pubblicato in italiano per la prima volta nel 1963.

## Trama
Le "Macchine", potenti computer positronici che vengono utilizzati per ottimizzare l'economia mondiale e la produzione di alimenti, iniziano a dare istruzioni che sembrano andare contro le loro funzioni. Anche se ognuno di questi problemi è insignificante, il solo fatto che esistano crea un grosso allarme nel Coordinatore Mondiale Stephen Byerley. Così questi decide di consultare i quattro Coordinatori Regionali (rispettivamente della Regione Orientale, Tropicale, Europea e Settentrionale) per sapere che ne pensassero, e infine decide di rivolgersi alla robo-psicologa Susan Calvin.
Dopo un lungo discorso, insieme scoprono che le Macchine hanno generalizzato la prima legge della robotica facendola diventare "Un robot non può danneggiare l'Umanità, né può permettere che, a causa del suo mancato intervento, l'Umanità riceva danno".  Infine la dottoressa Calvin conclude che le anomalie sono atti deliberati dalle Macchine che consentono loro di perpetrare un piccolo danno a singole persone selezionate al fine di evitare un grande danno all'avvenire di tutta l'umanità. In effetti, le Macchine hanno preso la decisione che l'unico modo per seguire la Prima Legge è quello di prendere il controllo dell'umanità, che per ironia del caso, è uno degli eventi che le Tre Leggi dovrebbero prevenire in qualsiasi modo.